# Wanglspitze
La Wanglspitze est une montagne qui s’élève à 2 420 m d’altitude dans les Alpes de Tux, en Autriche.